# Kailua (Contea di Hawaii)
Kailua è un census-designated place degli Stati Uniti d'America, nella contea di Hawaii, nello stato delle Hawaii. situato sull'Isola di Hawaii. La popolazione era 11 975 al censimento del 2010. La città è il centro turistico e industriale più importante delle West Hawaii. Il suo ufficio postale è noto come Kailua-Kona. La città è servita dall'Aeroporto internazionale di Kona situato giusto al confine con la città di Kalaloa L'epicentro del terremoto nelle Hawaii nel 2006 si trovava a poca distanza dal centro abitato.

## Storia

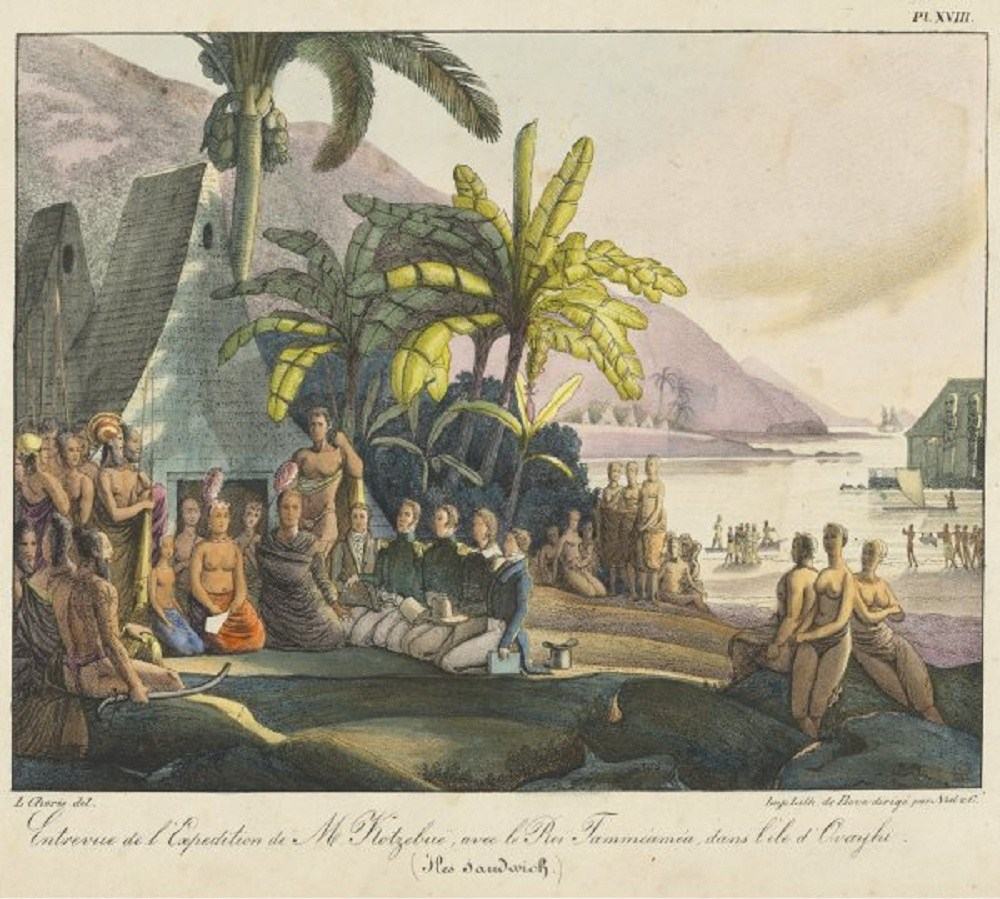
Otto von Kotzebue viene ricevuto al cospetto del re Kamehameha nel 1816.

La comunità è stata fondata dal re Kamehameha e divenne inizialmente la sede amministrativa e in seguito la capitale del nuovo Regno delle Hawaii. La capitale fu trasferita poi a Lahaina, nel 1845 a Honolulu. La città in seguito assunse la funzione di rifugio del Casato dei Kamehameha. Fino alla fine del 1900, tuttavia, Kailua-Kona era un piccolo villaggio abitato soprattutto da pescatori. Verso la fine del XX secolo e l'inizio del XXI secolo, la città ha avuto un vero e proprio boom economico che ha portato la costruzione di nuovi immobili e di strutture adatte per accogliere i turisti.

## Geografia fisica

### Territorio
Le coordinate geografiche di Kailua sono 19°39′0″N, 155°59′39″W  (19.649973, −155.994028). Non ci sono grandi fiumi o corsi d'acqua nella regione. La città ha una superficie di 103 km², di cui 92 occupati da terra e 11 da acqua.
Il codice postale di Kailua è 96745. Altre città nella contea hanno lo stesso codice postale.

### Clima
Kailua ha un clima steppico con temperature alte tutto l'anno tipiche della latitudine dei Tropici. Il mese più freddo è febbraio con una temperatura media di 23,7 °C (74,6 °F), e il mese più caldo è quello di agosto con una temperatura media di 27,2 °C (81,0 °F). L'umdità varia dal 50% al 70%. Le precipitazioni sono molto scarse circa 467 millimetri a anno. Le mattine sono in genere chiare, e le nuvole termiche creati nell'arco della giornata aumentano la temperatura.
| Mese                | Mesi | Mesi | Mesi | Mesi | Mesi | Mesi | Mesi | Mesi | Mesi | Mesi | Mesi | Mesi | Stagioni | Stagioni | Stagioni | Stagioni | Anno |
| Mese                | Gen  | Feb  | Mar  | Apr  | Mag  | Giu  | Lug  | Ago  | Set  | Ott  | Nov  | Dic  | Inv      | Pri      | Est      | Aut      | Anno |
| ------------------- | ---- | ---- | ---- | ---- | ---- | ---- | ---- | ---- | ---- | ---- | ---- | ---- | -------- | -------- | -------- | -------- | ---- |
| T. max. media (°C)  | 27,6 | 27,3 | 27,9 | 28,3 | 28,6 | 29,4 | 30,0 | 30,5 | 30,4 | 30,0 | 29,0 | 28,1 | 27,7     | 28,3     | 30,0     | 29,8     | 28,9 |
| T. min. media (°C)  | 20,1 | 20,0 | 21,1 | 21,4 | 22,0 | 23,1 | 23,4 | 23,9 | 23,7 | 23,4 | 22,1 | 20,8 | 20,3     | 21,5     | 23,5     | 23,1     | 22,1 |
| Precipitazioni (mm) | 61   | 38   | 45   | 35   | 51   | 25   | 18   | 35   | 21   | 34   | 32   | 71   | 170      | 131      | 78       | 87       | 466  |

## Società

### Evoluzione demografica
Al censimento del 2000, risultarono 9 870 abitanti, 3 537 nuclei familiari e 2 429 famiglie residenti in città. Ci sono 4 322 alloggi con una densità di 47,0/km². La composizione etnica della città è 38,65% bianchi, 0,46% neri o afroamericani, 0,46% nativi americani, 13,16% originari delle isole del Pacifico, 18,28% asiatici, 1,93% di altre razze e 10,21% ispanici e latino-americani. Dei 3 537 nuclei familiari il 35% ha figli di età inferiore ai 18 anni che vivono in casa, 49,6% sono coppie sposate che vivono assieme, 13,6% è composto da donne con marito assente, e il 31,3% sono non-famiglie. Il 22,64% di tutti i nuclei familiari è composto da singoli 7,2% da singoli con più 65 anni di età. La dimensione media di un nucleo familiare è di 2,78 mentre la dimensione media di una famiglia è di 3,26. La suddivisione della popolazione per fasce d'età è la seguente: 27,3% sotto i 18 anni, 9,2% dai 18 ai 24, 28.8% dai 25 ai 44, 24,9% dai 45 ai 64, e il 10,03% oltre 65 anni. L'età media è di 36 anni. Per ogni 100 donne ci sono 98,8 maschi. Per ogni 100 donne sopra i 18 anni, ci sono 95,8 maschi. Il reddito medio di un nucleo familiare è di 40 874 $mentre per le famiglie è di 46 657 $. Gli uomini hanno un reddito medio di 30 353 $ contro 26 471 $ delle donne. Il reddito pro capite della città è di 20 624 $. Circa il 10,81% delle famiglie e il 6,55% della popolazione è sotto la soglia della povertà. Sul totale della popolazione l'11,9% dei minori di 18 anni e il 3,9% di chi ha più di 65 anni vive sotto la soglia della povertà.

## Attrazione e eventi
A Kailua si svolgono i Campionati del mondo Ironman, l'annuale Kona Coffee Festival, e l'Hawaiian International Billfish Tournament.
Qui si coltiva una varietà di Coffea arabica, il caffè Kuna.

## Media
- West Hawaii Today (quotidiano), di proprietà dello Stephens Media Group[6]

## Governo

### Educazione
Scuole elementari:
- Kealakehe Elementary School
- Kahakai Elementary School

Scuole medie
- Kealakehe Intermediate School

Scuole superiori
- Kealakehe High School

## Amministrazione

### Gemellaggi
- Gibuti (città)